# Flugzeugabsturz in Canberra 1940
Koordinaten: 35° 19′ 6″ S, 149° 13′ 45″ O
Der Flugzeugabsturz in Canberra (englisch Canberra air disaster) ereignete sich am Vormittag des 13. August 1940 in der australischen Hauptstadt Canberra. Bei dem Absturz einer Lockheed Hudson der Royal Australian Air Force beim Landeanflug auf den Flughafen Canberra kamen alle zehn an Bord befindlichen Personen ums Leben. Unter den sechs Passagieren befanden sich drei Mitglieder des damaligen australischen Kabinetts von Premierminister Robert Menzies sowie der amtierende Generalstabschef, General Brudenell White.

## Unfallhergang
Die Maschine vom Typ Hudson II befand sich auf einem Flug von Melbourne nach Canberra, wo Generalstabschef White und die drei Kabinettsmitglieder Geoffrey Street (Minister for the Army und Minister for Repatriation), James Fairbairn (Minister for Air) und Henry Gullett (Vice-President of the Executive Council und Minister in charge of Scientific and Industrial Research) an einer Kabinettssitzung teilnehmen sollten. Die weiteren Passagiere waren Lieutenant Colonel Francis Thornthwaite, ein Stabsoffizier Whites und der Privatsekretär Fairbairns, Richard Edwin Elford. Zwei weitere Kabinettsmitglieder, Arthur Fadden (Minister ohne Geschäftsbereich und Vorsitzender der Country Party) und George McLeay (Minister for Trade and Customs), waren eingeladen worden, im selben Flugzeug mitzufliegen, hatten aber abgesagt und waren letztlich im Zug gereist.

Prominente Opfer des Absturzes
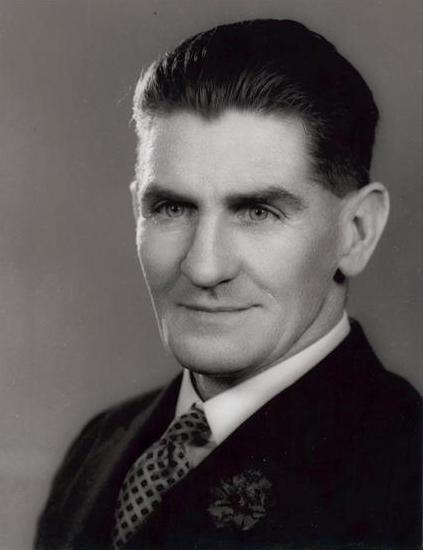
Geoffrey Street
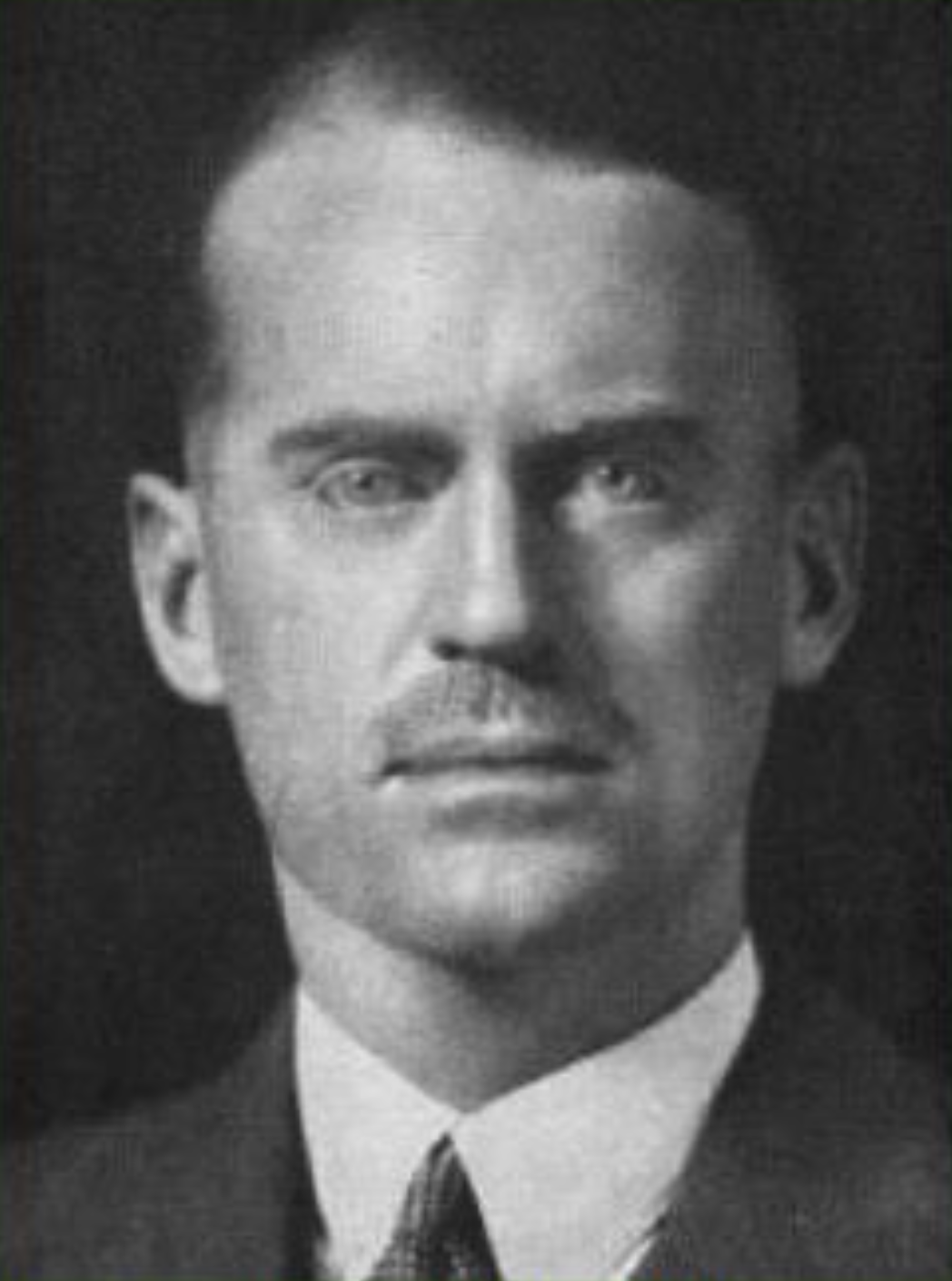
James Fairbairn
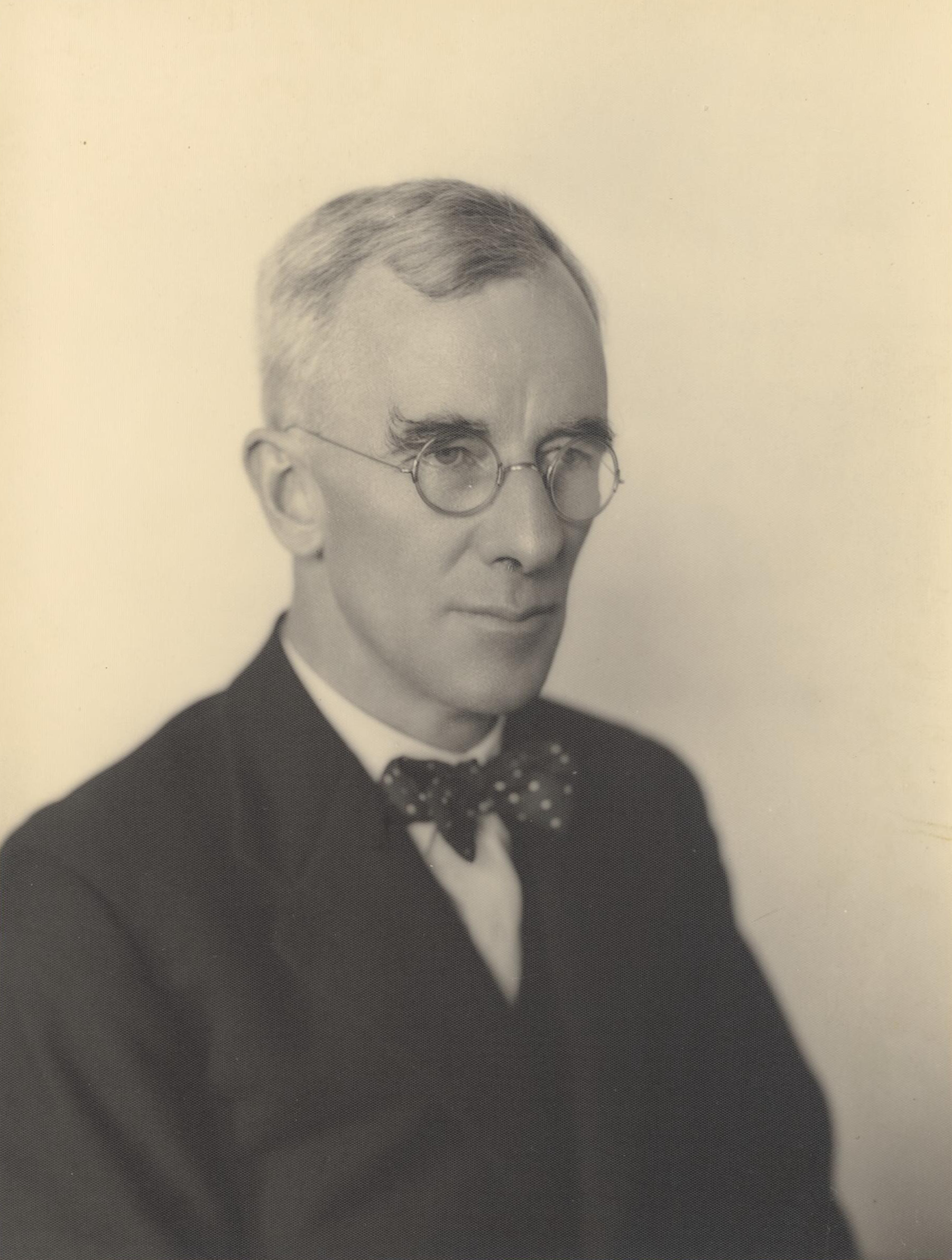
Henry Gullett
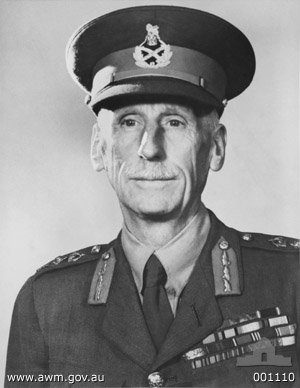
Brudenell White

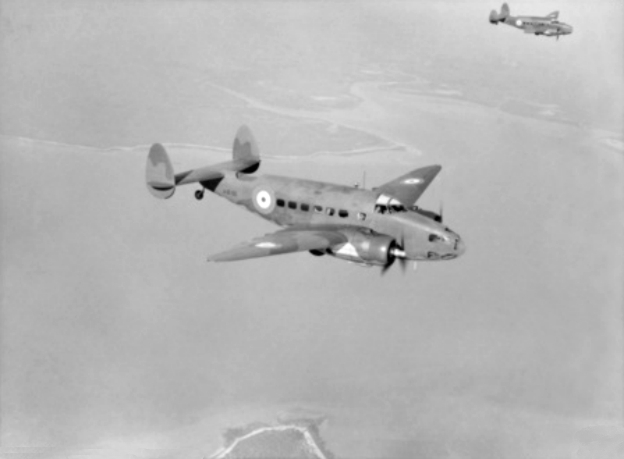
Zwei australische Hudsons des Unfalltyps im Flug, 1940

Das Flugzeug mit dem Kennzeichen A16-97 gehörte zur No. 2 Squadron RAAF und wurde von Flight Lieutenant Robert Hitchcock gesteuert, der bereits im Ersten Weltkrieg Pilot beim Royal Flying Corps gewesen war. Die Maschine war erst im Juni 1940 bei der RAAF in Dienst gestellt worden.
Laut der in Perth erscheinenden Daily News drehte das Flugzeug zunächst Warteschleifen über dem Flugplatz, bevor es Höhe aufnahm und in südlicher Richtung hinter einem kleinen, baumbestandenen Hügel verschwand. Es sei eine Explosion in einem Feuerball gefolgt, anschließend stieg eine Rauchwolke auf. Die Feuerwehr von Canberra sowie Ambulanzen aus Canberra und dem benachbarten Queanbeyan seien umgehend zur Unfallstelle geeilt. Nach der Brandbekämpfung hätten jedoch nur die verbrannten Überreste der vier Besatzungsmitglieder und sechs Passagiere geborgen werden können. Tragflächen und Fahrwerk seien bei dem Unfall abgerissen worden.

## Untersuchungen
In dem Fall wurden drei unabhängige Untersuchungen abgehalten, zunächst die übliche Untersuchung durch einen Coroner, dann ein ebenfalls üblicher interner Service Court of Inquiry und schließlich eine halböffentliche Untersuchung durch eine Sonderuntersuchungskommission (Air Court of Inquiry). Die von dem Richter am Supreme Court of Victoria, Sir Charles Lowe geleitete Sonderuntersuchungskommission stellte in ihrem am 9. Oktober 1940 an die Presse gegebenen Bericht fest, dass die wahrscheinlichste Ursache für den Unfall ein Strömungsabriss (stall) war, der zu einem Flughöhen- und Kontrollverlust und schließlich zum Aufprall auf den Boden geführt habe. Es habe keine Unregelmäßigkeiten beim Piloten oder beim Flugzeug gegeben. Es gäbe auch keine Anzeichen dafür, dass eine andere an Bord befindliche Person das Steuer übernommen habe. Ferner wurde eine Sabotage oder feindliche Handlung (Australien befand sich seit 1939 bzw. Juni 1940 an der Seite Großbritanniens im Krieg gegen Deutschland bzw. Italien) ausgeschlossen. Die Frage, warum das Flugzeug in einen stall geriet, wurde in dem Bericht nicht beantwortet, es habe aber zuvor schon ähnliche Fälle mit Flugzeugen dieses Typs gegeben.

## Reaktionen
Premierminister Menzies reagierte sichtlich geschockt auf den Unfall. Als er am nächsten Tag vor das Repräsentantenhaus trat, sprach er von einem „schrecklichen Unglücksfall“ (“a dreadful calamity”). Die getöteten Minister hätten ihm sowohl politisch als auch menschlich nahegestanden. Dies traf zumindest für Street und Gullett nachweislich zu. Bei einer Gedenkveranstaltung für die Opfer des Absturzes im Jahre 1960, d. h. 20 Jahre später, wurde der teilnehmende Menzies als emotional sichtlich berührt beschrieben.
Acht der Opfer wurden nach einem Gedenkgottesdienst in der anglikanischen Melbourner Kathedrale St Paul’s am 15. August unter großer Anteilnahme der Bevölkerung und mit zahlreichen Ehrenbezeugungen beerdigt. Zwei der Besatzungsmitglieder, Charles Crosdale und John Palmer, wurden als Katholiken aus diesem Arrangement ausgenommen.

## Folgen
Die australische Regierung Menzies musste infolge des unerwarteten Todes dreier Minister umgebildet werden. Die ohnehin instabile Koalition aus Menzies’ United Australia Party (UAP) und der Country Party (CP) ging aus dem Vorfall geschwächt hervor. Neuer Heeresminister wurde der Senator Philip McBride, neuer Luftwaffenminister Arthur Fadden und neuer Vizepräsident des Exekutivrates Herbert Collett. Den Posten des Generalstabschefs nahm Lieutenant General Vernon Sturdee als Nachfolger Whites ein.
Menzies’ UAP/CP-Regierung verlor in der ohnehin bis Jahresende anstehenden, nach dem Unfall auf September anberaumten Parlamentswahl sieben Sitze an die oppositionellen Labor und deren Abspaltung Lang Labor sowie einen Sitz an einen unabhängigen Kandidaten. Das Resultat war ein „hung parliament“, das heißt keine der großen Parteien verfügte über eine absolute Mehrheit im Parlament. Ende Oktober 1940 stellte Menzies seine neue Minderheitsregierung vor, die von der Unterstützung zweier Unabhängiger abhing. Ende August 1941, nach der Rückkehr von einem längeren Aufenthalt in Großbritannien, sah er sich schließlich zum Rücktritt gezwungen. Fadden, der ihn während seiner Abwesenheit vertreten hatte, wurde vorübergehend sein Nachfolger. Im Herbst 1941 stürzte die UAP/CP-Koalition schließlich, unter anderem aufgrund des Votums des in den Wahlen von 1940 neugewählten Unabhängigen Arthur Coles, und eine Laborregierung unter John Curtin führte Australien durch die folgenden Kriegsjahre bis 1945.
Menzies kehrte 1949 auf den Premierministerposten zurück und behielt ihn dann bis 1966.

## Gedenken
Im Jahre 1953 wurde die RAAF-Basis Canberra zum Gedenken an die Opfer des Absturzes in Fairbairn Airbase umbenannt. 1960 wurde ein Gedenkstein am Ort des Absturzes eingeweiht. Am 63. Jahrestag im Jahre 2003 wurde am selben Ort eine Gedenktafel sowie ein Denkmal in Form einer nachempfundenen Tragfläche enthüllt.

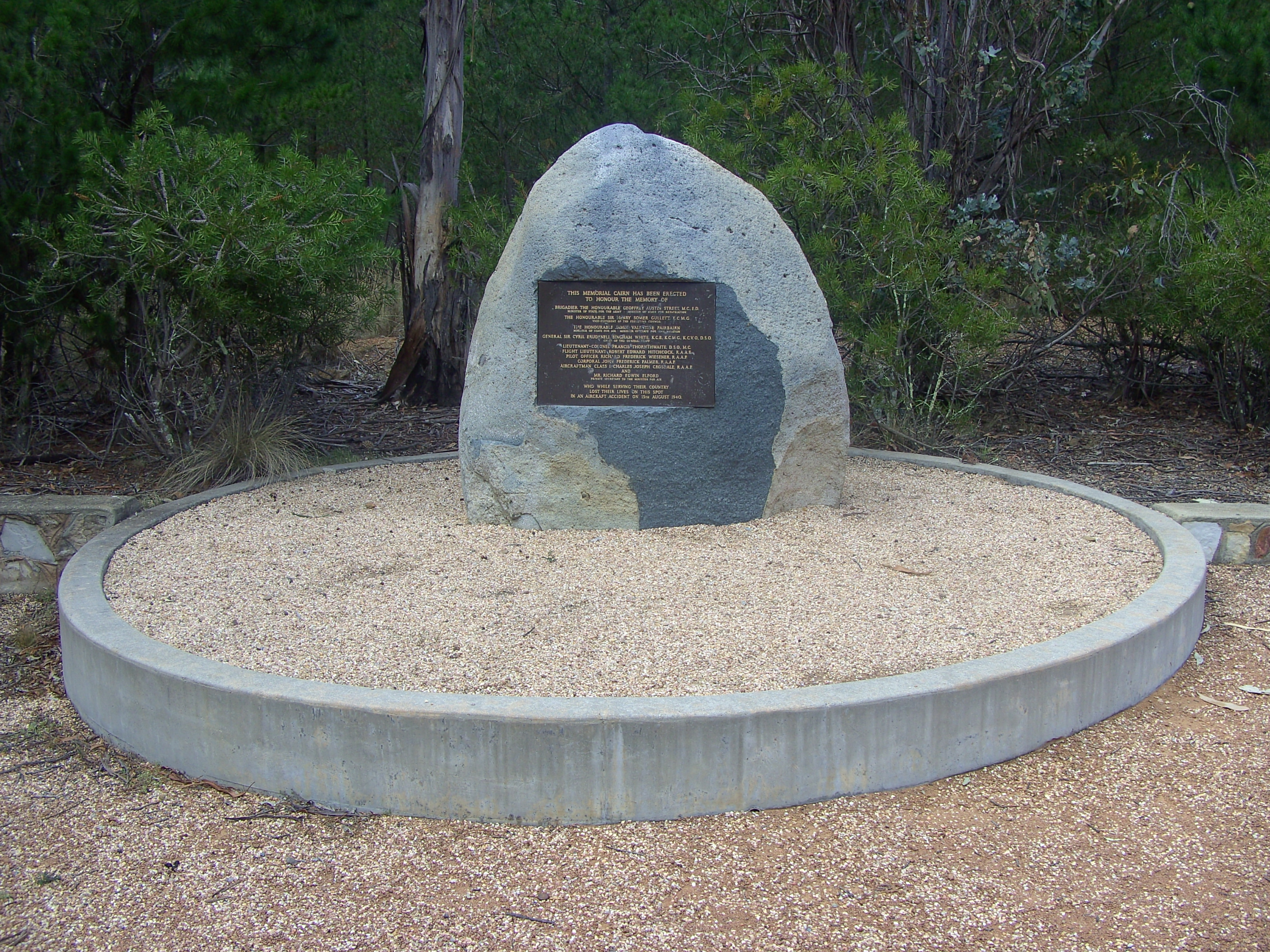
Gedenkstein von 1960
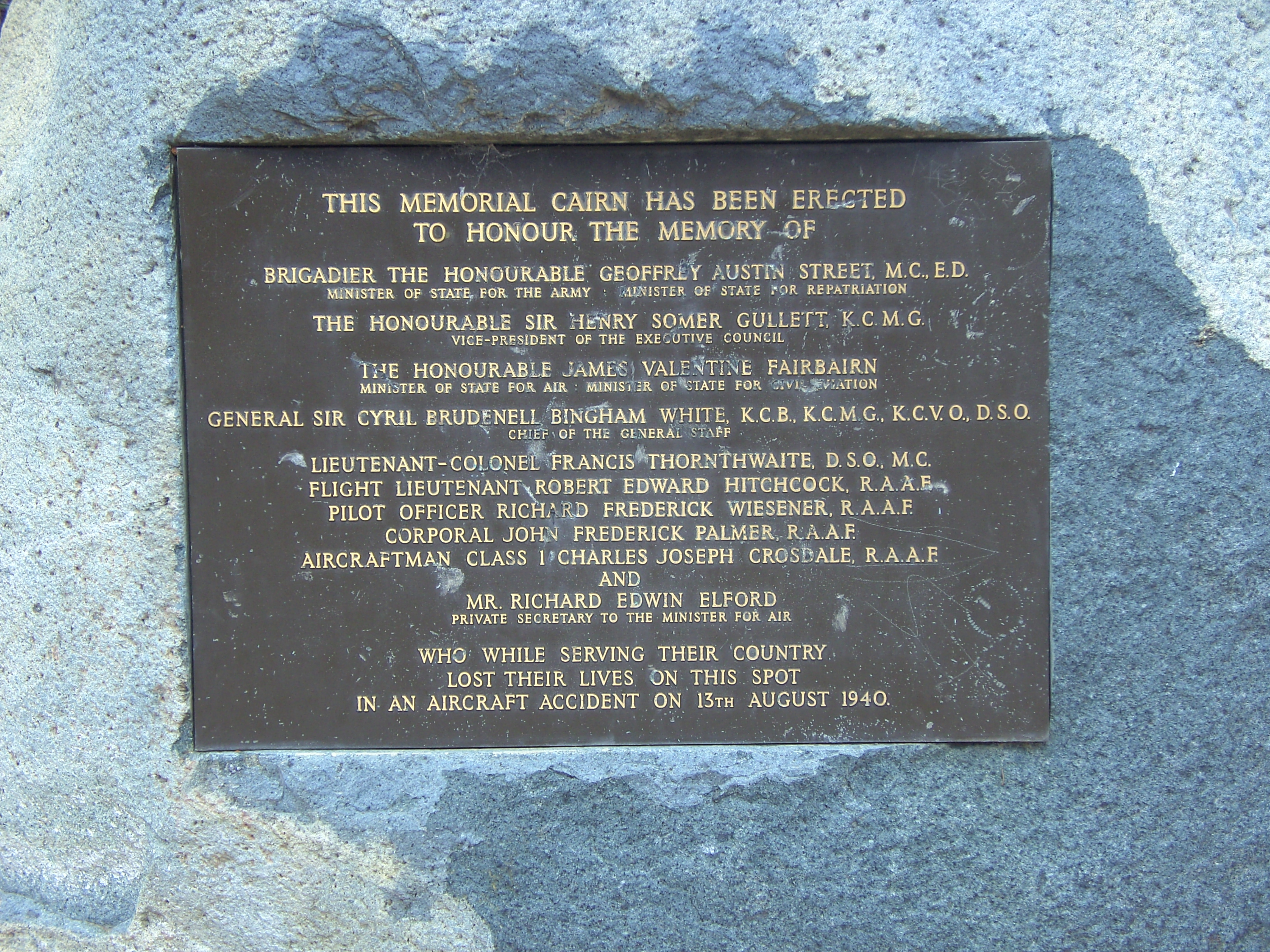
Inschrift auf dem Gedenkstein von 1960
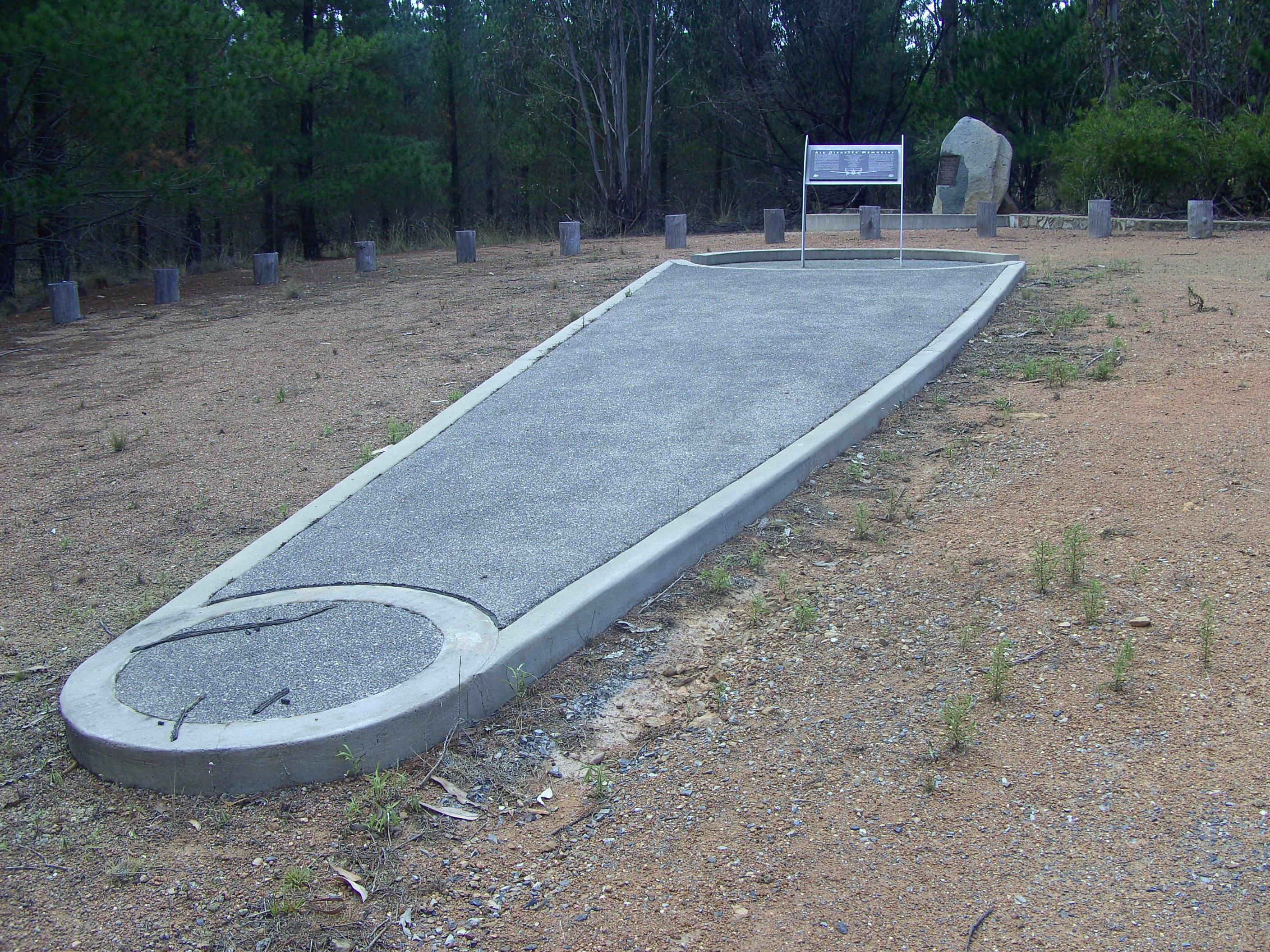
Denkmal von 2003
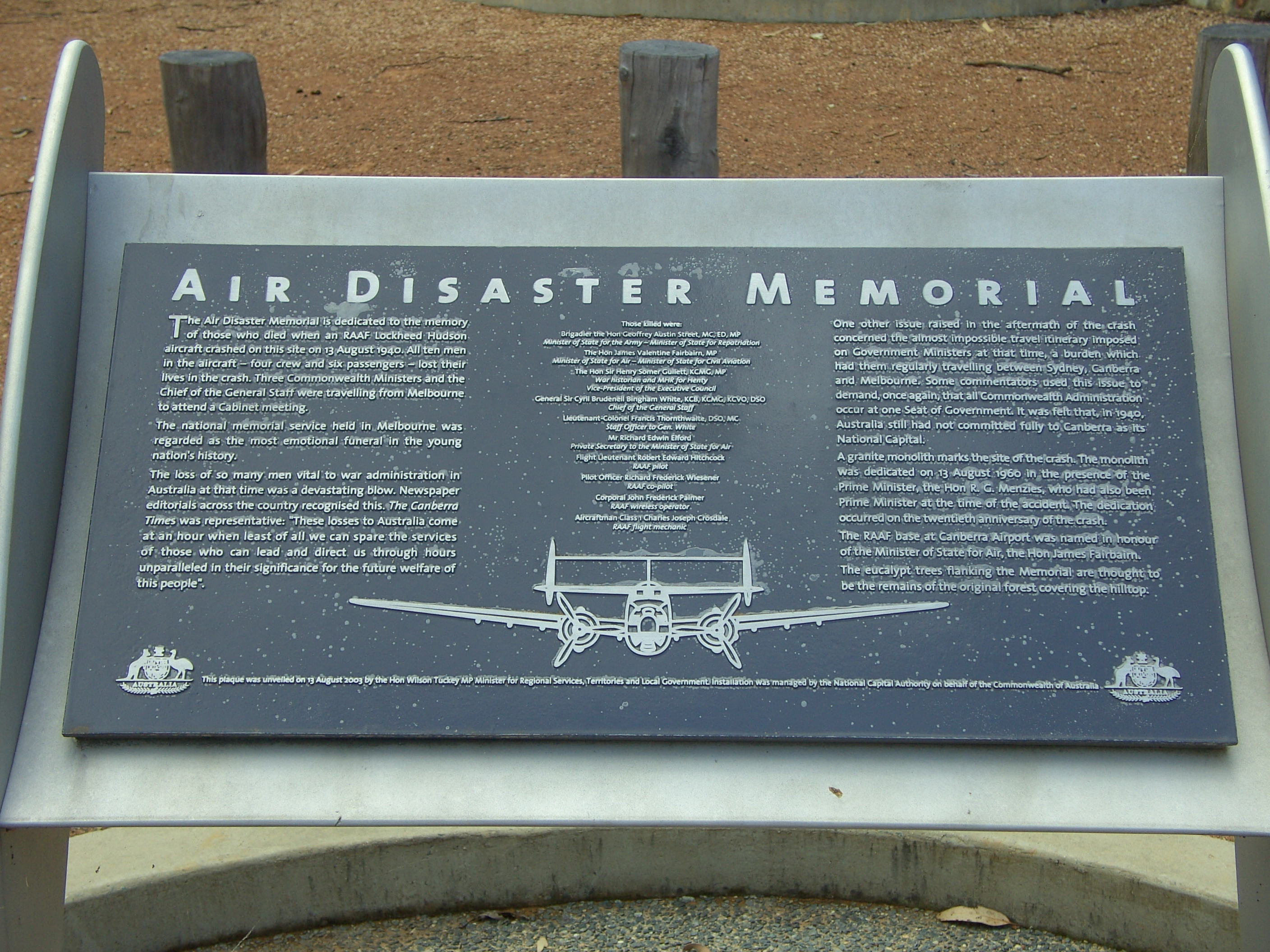
Gedenktafel von 2003